# Адимос (скулптор)
Адимос (на старогръцки: Ἅδυμος) син на Евандър (може би скулптора Евандър от Бероя) е македонски скулптор град Бероя, живял през I век. Единствената запазена скулптура на Адимос е открита в селището Хисар, край село Марвинци в Северна Македония, което може би е пеонският град Ейдомене.